# Vol 7500 : aller sans retour
Ne doit pas être confondu avec 7500 (film).
Pour plus de détails, voir Fiche technique et Distribution.
Vol 7500 : aller sans retour (Flight 7500) est un film catastrophe fantastique américano-japonais de Takashi Shimizu sorti en 2014

## Synopsis
Vista Pacifique Vol 7500, départ de Los Angeles pour Tokyo. Certains des passagers à bord sont deux couples en vacances, Lyn et Jack, ainsi que Brad et Pia, qui se sont secrètement séparés. Il y a aussi un voleur nommé Jack, un homme d'affaires suspect nommé Lance, qui voyage avec une boîte en bois, une jeune femme nommé Raquel, jeunes mariés Rick et Liz, et la goth Jacinta. Hôtesses de l'air Laura et Suzy souhaitent la bienvenue aux passagers, et Suzy interroge Laura sur sa relation avec le capitaine, Pete.
Plus tard dans le vol, l'avion heurte un peu de turbulence qui finit par passer.
Tout à coup, Lance souffre d'une crise de panique, commence à saigner de sa bouche et meurt. Pete décide de continuer le vol jusqu'au Japon, et demande aux hôtesses de bouger le corps en première classe, et de bouger tous les passagers en classe économique.
Laura réalise que les bouteilles en plastique se décompressent et tout à coup, la cabine se dépressurise. Une fumée épaisse commence à remplir la cabine. Mais bientôt, la pression redevient normale et la fumée disparaît. Laura réanime Raquel qui s'était évanouie dans les toilettes. Pendant ce temps, Pete réalise que la radio ne fonctionne plus.
Jake part pour la première classe pour essayer de trouver des objets de valeurs sur Lance quand le corps commence subitement à bouger. Quelque temps après, Suzy réalise que Jack et Lance ont disparu. Laura voit un avion de chasse dehors mais quand elle informe le capitaine, il répond qu’il n'y en a pas. La télévision de Brad montre une réflexion de Lance, et Liz est surprise par une réflexion de Lance sur son ordinateur portable. Raquel retourne aux toilettes et est soulagée quand son test de grossesse est négatif. À ce moment-là, de la fumée commence à remplir les toilettes et une main la saisis et la tire dans le sol.
Les images de Lance qui apparaissent conduisent le groupe à fouiller ses affaires. Dedans, ils trouvent plusieurs fioles nommées contenant des cheveux, ainsi qu'un shinigami (poupée de la mort) dans sa boîte en bois. Jacinta explique que c'est un être qui collecte les âmes des personnes, mais seulement s’ils lâchent ce qui les tiens dans le monde réel. Par la suite, Suzy informe Laura que la mort de Lance l'a fait réaliser qu'elle ne voulait pas marier sa fiancée, ce qui conduit à Laura de rompre avec Pete.
Laura est en train d'examiner les bagages de Lance dans la soute, quand une main apparaît et l'entraine loin. Pendant que Suzy attend Laura, une main apparait, mais elle réussit à s'échapper et se réfugie en première classe. Les autres arrivent et la demande ce qui s’est passé. Mais pendant que Suzy marche vers eux, un des compartiments supérieurs s'ouvre et elle disparait dedans. Pendant que les autres courent vers le cockpit, Jacinta semble accepter son destin et marche vers un être qui est apparu devant elle. Les autres découvrent les corps de Pete, Lyn et Jack.
Tout à coup, la télévision s'allume, montrant les dernières nouvelles que le vol Vista Pacifique 7500 à souffert une décompression catastrophique, la communication n'a jamais pu être rétabli, et un avion de chasse a confirmé la mort de tout le monde à bord de l'avion. Chaque groupe trouve leurs corps décédés et se souviennent de leurs derniers moments quand c'est révélé que chaque personne a disparu quand ils ont pu se séparer de ce qui les tenait au monde. Brad et Pia se réconcilient juste avant que l'avion soit à court de carburant et s'écrase dans le Pacifique. Quelque temps après, Liz se réveille et se retrouve seule dans l'avion. Elle entend un bruit bizarre provenant d'une des poubelles, une main décolorée apparait, et Liz sort du cadre.

## Fiche technique
- Titre original : Flight 7500
- Titre français : Vol 7500 : aller sans retour
- Titre québécois :
- Réalisation : Takashi Shimizu
- Scénario : Craig Rosenberg
- Direction artistique : Jaymes Hinkle
- Décors : Robert Gould
- Costumes : Magali Guidasci
- Photographie : David Tattersall
- Son : Paul N.J. Ottosson
- Montage : Sean Valla
- Musique : Tyler Bates
- Production : Takashige Ichise et Roy Lee
- Sociétés de production : Ozla Pictures et Vertigo Entertainment
- Distribution :  CBS Films
- Budget :
- Pays d’origine :  États-Unis/ Japon
- Langue : Japonais/anglais
- Format : Couleur - 35mm - 2.35:1
- Genre : Horreur et fantastique
- Durée : 76 minutes
- Dates de sortie :
  - Vietnam : 16 mai 2014
  - France : 13 octobre 2014 (DVD et Blu-ray)

## Distribution
- Leslie Bibb : Laura Baxter
- Jamie Chung : l'hôtesse de l'air Suzy Lee
- Amy Smart : Pia Martin
- Nicky Whelan : Liz Lewis
- Ryan Kwanten : Brad Martin
- Scout Taylor-Compton : Jacinta Bloch
- Johnathon Schaech : le commandant Haining
- Jerry Ferrara : Rick
- Alex Frost : Jake